# Lennart Lorenzson
Lennart "Lubbe"  Lorenzson, född den 6 mars 1925 i Sjötofta, död 9 april 2015 i Bollebygd, var en allround idrottsman. Han var landslagsman i orientering och samtidigt i handboll.

## Orientering
Lennart Lorenzson var elitorienterare under många år på 1940-talet och 1950-talet och representerade Majorna även i Orientering. Han var också med i landslaget några år. Efter karriären var han journalist på Göteborgsposten och bevakade orienteringssporten. Efter sin aktiva karriär satt han i ledningen för Skogskarlarna i Göteborg. Han blev medlem 1949 och blev talman 1972-1989.

## Handboll

### Klubbkarriär[2]
I klubblaget började Lennart Lorenzon spela en större roll först då lagets storhetstid inomhus nästan tagit slut. Lorenzon var en god inomhusspelare men spelade inte i försvaret inomhus utan som anfallsspelare. 1944 debuterade han och var tänkt som ersättare för Thorén. 1946 var han med i laget som tog Majornas sjunde och sista SM-guld inomhus. 1954-1955 blev Lorenzon utsedd till Majornas bästa spelare av Aftonposten. Några fler SM-meriter blev det inte inomhus, däremot var Lorenzon med om att vinna Majornas samtliga sju SM-guld utomhus och det är han rekordhållare i SM-guld utomhus på.

### Landslagskarriär[3][4]
Lennart Lorenzon spelade 1950-1960 21 landskamper i handboll de allra flesta utomhus.. Debuten 1950 var inomhus i en pressmatch där Lorenzon spelade i ett presslag som förlorade med 11-12 och Lorenzon blev ettmålsskytt. De flesta av Lorenzons landskamper var utomhus. Lennart Lorenzon spelade sitt första mästerskap i utomhushandboll 1955. Laget var en blandning av gammalt och nytt. IFK Kristianstad hade 4 spelare och från Majorna var Stig Nilsson och Rune Nilsson med. Sverige spelade 7 landskamper under VM. Sverige kom på fjärde plats i VM 1955. Lorenzon var också med i VM utomhus 1959. Nu var laget föryngrat och stommen kom från Majornas IK. Majorna hade ju vunnit 5 raka SM-guld 1955-1959 så  det var inte konstigt att man dominerade landslagstruppen. Lennart Lorenzon spelade halvback för att i försvaret kunde man utnyttja han stora löpstyrka och kondition. I VM 1959 deltog bara 8 nationer och det blev bara ett gruppspel med tre matcher och sedan en bronsmatch som Sverige vann mot Österrike med 18-9. Efter VM 1959 spelade Lennart Lorenzon sina sista två utomhus 1960. Den sista mot Polen i Katowice den 22 maj 1960 då Sverige vann med 13-8.

## Publicerat
På äldre dagar skrev Lennart Lorenzon också en lokalhistorisk bok.
- Boken om Hulta : 1844-2000 / Bengt Bjerstaf och Lennart Lorenzson. Hulta golfklubb, 2000. Svenska 112 s.[5]

### Fotnoter
1. ↑  ”Lennart Lorenzson”. Göteborgsposten. https://www.pressreader.com/sweden/goteborgs-posten/20150601/281891591879842. Läst 14 oktober 2019.
2. ↑  ”Majornas IK 1916-1966”. Majornas IK. http://www.majornasik.se/Mikhistoria/Mikjubileumsskrift50arsmal.pdf. Läst 14 oktober 2019.
3. ↑  Lyberg, Wolf (1953). Boken om handboll. sid. 64 (SM 1946) 77 (SM ute 1945) 203 (pressmatch 1950)
4. ↑  ”De som klätts i blågult (landskampsspelare i landskamper)”. Handbollboken. 1955-1960
5. ↑  Bjerstaf, Bengt; Lorenzson, Lennart (2000). Boken om Hulta : 1844-2000. Bollebygd: Hulta golfklubb. Libris 7455287. ISBN 9163103850